# Шпаковщинский сельсовет
Шпаковщинский сельсовет (бел. Шпако́ўшчынскі сельсавет) — упразднённая административная единица на территории Полоцкого района Витебской области Республики Беларусь. Административный центр — деревня Шпаковщина.

## История
Образован 20 августа 1924 года в составе Ветринского района Полоцкого округа БССР. После упразднения окружной системы 26 июля 1930 года в Ветринском районе БССР. С 8 июля 1931 года в составе Полоцкого района БССР, с 12 февраля 1935 года — в составе восстановленного Ветринского района БССР, с 21 июня 1935 года — Полоцкого округа, с 20 февраля 1938 года — Витебской области, с 20 сентября 1944 года — Полоцкой области, с 8 января 1954 года — Витебской области. 
С 20 января 1960 года сельсовет в составе Полоцкого района. 
На 1 января 1974 года в составе Шпаковщинского сельсовета 15 населенных пунктов.
8 апреля 2004 года Шпаковщинский сельсовет упразднен, территория присоединена к Островщинскому сельсовету.

## Состав
- Верхние Морозы — деревня.
- Гамовщина — деревня.
- Корсюки — деревня.
- Косарево — деревня.
- Лужайки — деревня.
- Нача-Шпаковщина — деревня.
- Нижние Морозы — деревня.
- Радковщина — деревня.
- Сороки — деревня.
- Сиповщина — деревня.
- Шпаковщина — деревня.
- Черноручье — деревня.